# Championnat d'Asie et d'Océanie féminin de volley-ball 1987
Navigation
Fukuoka 1983 Hong Kong 1989
Le 4e Championnat d'Asie et d'Océanie féminin de volley-ball a lieu du 6 au 14 juin 1987 à Shanghai (République populaire de Chine).

## Équipes participantes
| - Australie - Chine - Corée du Sud - Japon - Indonésie - Hong Kong | - Macao - Malaisie - Nouvelle-Zélande - Singapour - Thaïlande |

## Classement final
| Place              | Équipe           |
| ------------------ | ---------------- |
| Médaille d'or      | Chine            |
| Médaille d'argent  | Japon            |
| Médaille de bronze | Corée du Sud     |
| 4                  | Nouvelle-Zélande |
| 5                  | Thaïlande        |
| 6                  | Indonésie        |
| 7                  | Australie        |
| 8                  | Singapour        |
| 9                  | Malaisie         |
| 10                 | Hong Kong        |
| 11                 | Macao            |